# Râul Voronej
Voronej este un afluent de pe versantul stâng al Donului, el are o lungime de 342 km fiind situat în regiunea Voronej din Rusia. Râul se formează la Mitșurinsk prin confluența râurilor „Lesnoi Woronej” și „Polnoi Woronej” care izvoresc de la granița dintre regiunile Riasan și Tambov. Denumirea mai veche a râului a fost „Velikoi Woronoi”. Bazinul de colectare al Voronejului cuprinde o suprafață de 21.600 km², iar debitul mediu al râului este de 70,8 m³/s. Râul rămâne înghețat între lunile decembrie și martie, navigabil fiind numai cursul inferior. Orașele principale traversate de Voronej sunt Lipețk și Șilovo unde se varsă în Don.